# Анган, Дави Клод
Дави Клод Анган Н’Гуессан (фр. Davy Claude Angan N'Guessan; род. 20 сентября 1987, Абиджан) — ивуарийский футболист, нападающий клуба «Куала-Лумпур Роверс».

## Биография
Дави начал карьеру в клубе «ЕС Бинжервиль».
1 августа 2008 года перешёл в норвежский «Люн». 10 августа в матче против «Лиллестрём» он дебютировал за новую команду. Через пять дней в Кубке Норвегии против «Молде» Анган забил свой первый гол за «Люн». В 2009 году после вылета клуба из Типпелиги покинул команду.
1 января 2010 года подписал контракт с «Хёнефоссом». 14 марта в матче против «Тромсё» он дебютировал за новую команду. 21 апреля в поединке против «Стабека» Дави забил свой первый гол за «Хёнефосс». На протяжении всего сезона регулярно выходил на поле, являясь одним из ключевых игроков команды. Он сыграл 28 матчей и забил 6 голов. По итогам сезона клуб занял 14 место в чемпионате и вылетел в Первый дивизион Норвегии. Из-за ухудшившейся финансовой ситуации клуб был вынужден продать Дави Ангана.
12 января 2011 года Дави перешёл в «Молде», сумма трансфера составила около €600 тыс.. 18 марта в матче против «Сарпсборг 08» дебютировал он дебютировал за новую команду. 3 апреля в поединке против «Тромсё» забил свой первый гол за «Мольде».
26 января 2013 года перешёл в «Ханчжоу Гринтаун». Сумма трансфера — 1,4 млн евро. 10 марта в матче против «Чанчунь Ятай» Дави дебютировал в китайской Суперлиге. 4 апреля в поединке против «Циндао Чжуннэн» он забил свой первый гол за «гринтаун», который помог одержать победу со счётом 1:0.
4 августа 2016 года Дави на правах аренды до конца сезона перешёл в «Газиантепспор». 21 августа в матче против «Генчлербирлиги» Анган дебютировал в турецкой Суперлиге.

## Достижения
«Молде»
- Чемпион Норвегии: 2011, 2012